# Berlinnyckel

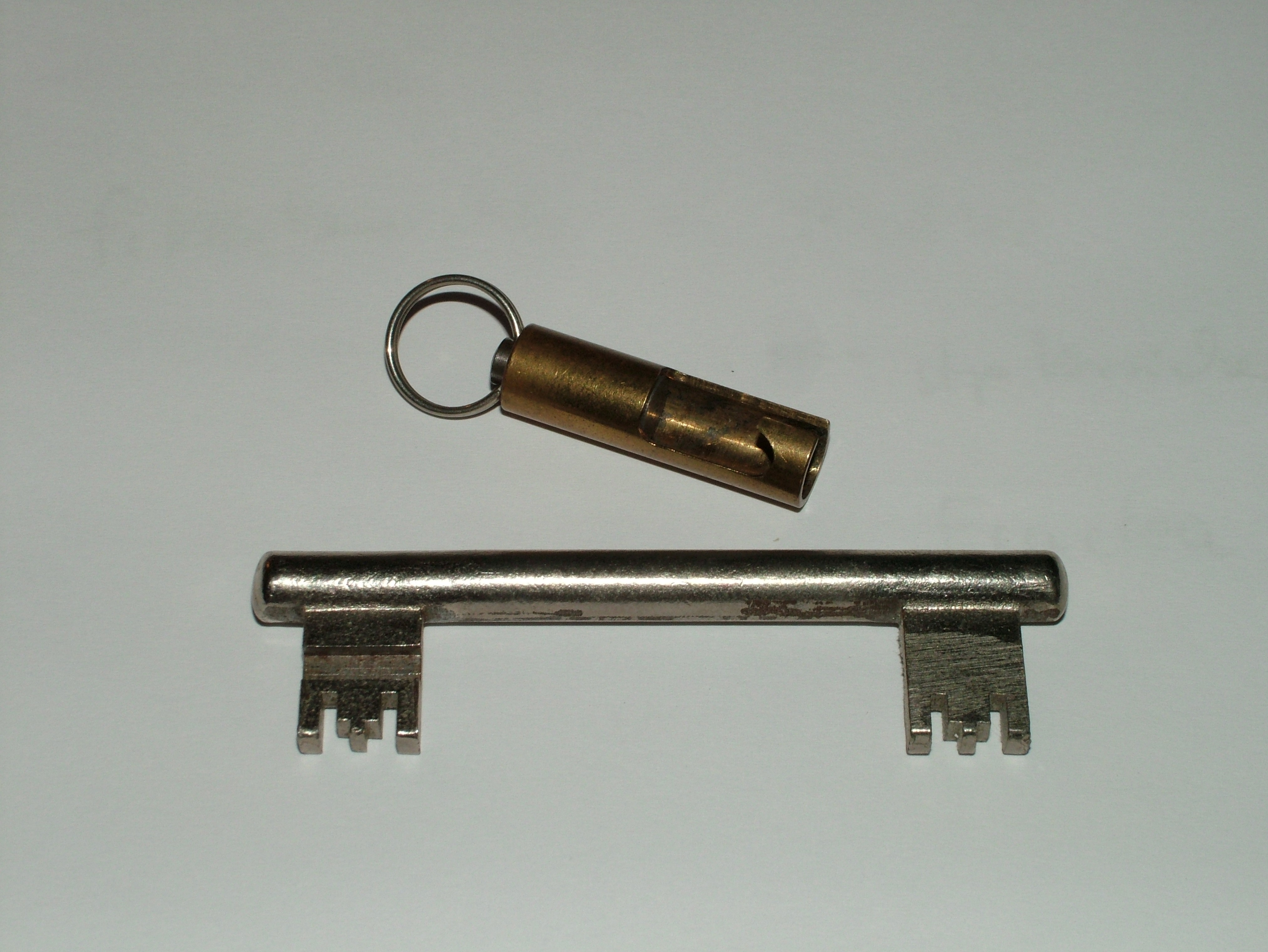
Berlinnyckel

Berlinnyckel är en typ av nyckel till lås. Låset är utformat för att tvinga folk att stänga och låsa sina dörrar (oftast portar eller grindar). Det speciella med nyckelns utseende är att den har två ax, ett i varje ända. Efter upplåsning måste nyckeln hämtas på andra sidan dörren efter att den blivit stängd igen. Mekanismen gör det omöjligt att ta nyckeln innan dörren har blivit låst igen från dörrens andra sida. 
Systemet uppfanns av låssmeden Johann Schweiger och har producerats sedan 1912 i stor skala av Albert Kerfin & Co. På grund av modernare tekniker och uppfinningar har systemet blivit ovanligt men används fortfarande i stor utsträckning i Berlin.